# Nazionale maschile di hockey su pista della Jugoslavia
La nazionale di hockey su pista della Jugoslavia era la selezione maschile di hockey su pista che rappresentava la Jugoslavia in ambito internazionale.
Esordì partecipando al Campionato mondiale maschile di hockey su pista Milano 1955 (velevole anche come campionato europeo), dove chiuse all'11º posto.